# Blaue Tilapia
Die Blaue Tilapia (Oreochromis aureus) ist eine Fischart aus der Familie der Buntbarsche (Cichlidae), die in Westafrika im Senegal, im oberen und mittleren Niger, im Benue, in vielen Gewässern des Tschadbeckens sowie im Unterlauf des Nils und im Jordan im Nahen Osten vorkommt. Durch den Menschen wurde sie nach Südostasien, nach Süd- und Mittelamerika, in die USA und in die Oase Azraq in Jordanien eingeführt. Die Blaue Tilapia ist ein geschätzter Speisefisch, ihr Fleisch ist wohlschmeckend und grätenarm.

## Merkmale
Die Blaue Tilapia kann etwa 45 cm lang und 2 kg schwer werden. Sie besitzt einen sehr hochrückigen und seitlich abgeflachten Körper. Die Körperhöhe beträgt mehr als 50 % der Standardlänge. Der Geschlechtsdimorphismus ist durch die deutlich größer werdenden, mit einer kräftigeren Beflossung ausgestatteten Männchen deutlich ausgeprägt. Jungfische sind dunkel graubraun bis schwach goldfarben. Ein Tilapiafleck ist vorhanden, bei mehr als 10 cm langen Fischen aber in den meisten Fällen verschwunden. Ausgewachsene Männchen sind graublau gefärbt mit einem dunkleren Rücken und einem silbriggrauen Bauch. Auf dem gesamten Körper zeigen sich silbrige und dunkle Punkte und je nach Stimmung auch dunkle Querbänder. Zwischen Augen und Oberlippe sind sie blaugrün. Während der Fortpflanzungszeit glänzen sie am Kopf metallischblau. Die weichstrahligen Abschnitte von Rücken- und Afterflosse sowie die Schwanzflosse sind zinnoberrot, pink oder orangerot gesäumt.
Weibchen sind schlichter gefärbt, bei maulbrütenden Weibchen sind die Ränder von Rücken- und Schwanzflosse hell orange. Im Unterschied zur Nil-Tilapia (Oreochromis niloticus) hat die Blaue Tilapia keine senkrechten Streifen auf der Schwanzflosse.
- Flossenformel: Dorsale XIV–XVII/11–15, Anale III/8–11.[1]
- Wirbel: 28–31.

Wie viele Phytoplanktonfresser hat die Blaue Tilapia zahlreiche, sehr kleine Zähne.

## Lebensweise
Die Blaue Tilapia kommt in vielen verschiedenen Süßwasserhabitaten, das können Flüsse, Seen, Teiche oder Bewässerungskanäle sein, sowohl in offenem Wasser als auch zwischen Vegetation oder Steinen vor. Die Art hat eine hohe Temperaturtoleranz (8 bis 30 °C, für kurze Zeit auch 41 °C) und verträgt auch Brackwasser. Sie bildet kleine Schwärme, ist aber während der Fortpflanzung territorial. Die Blaue Tilapia ernährt sich überwiegend von Phytoplankton; außerdem wird in kleinen Mengen auch Zooplankton aufgenommen. Jungfische fressen vor allem Ruderfußkrebse, Wasserflöhe und andere kleine Wirbellose. Wie alle Oreochromis-Arten ist auch die Blaue Tilapia ein ovophiler Maulbrüter, bei dem das Brutgeschäft nur vom Weibchen ausgeübt wird. Die Fische können sich in Süß- und Brackwasser vermehren. In Teichanlagen werden die Jungfische mit einem Alter von fünf bis sechs Monaten geschlechtsreif.

## Systematik
Die Blaue Tilapia wurde 1864 durch den österreichischen Zoologen Franz Steindachner unter der Bezeichnung Chromis aureus erstmals wissenschaftlich beschrieben. Später gehörte sie zu Tilapia und heute wird sie in die Gattung Oreochromis gestellt. Eine Untersuchung der mitochondrialen DNA durch chinesische Wissenschaftler, zeigte jedoch, dass die Blaue Tilapia näher mit Sarotherodon galilaeus und anderen Arten der Sarotherodon-Klade verwandt ist als mit vielen Oreochromis-Arten.